# Кубок світу з біатлону 2012—2013, мас-старт, жінки
Залік гонок із масовим стартом серед жінок у рамках Кубка світу з біатлону 2012-13 складався з 5 гонок. Свій титул володарки малого кришталевого глобусу відстоювала білоруска Дарія Домрачова, переможницею сезону 2012—2013 стала норвежка Тура Бергер.

## Формат
У гонках з масовим стартом беруть участь 30 біатлоністок, стартуючи водночас. Переможцем стає та з них, яка першою перетне фінішну лінію. Гонка проводиться на дистанції 12,5 км, спортсменики долають 5 кіл і чотири рази виконують стрільбу: двічі з положення лежачи й двічі з положення стоячи. Перша стрільба виконується на установці, що відповідає стартовому номеру спортсменки, далі - в порядку прибуття біатлоністок на стрільбу. На кожній стрільбі біатлоністка повинна влучити в 5 мішеней. За кожен невлучний вистріл вона карається додатковим колом довжиною 150 м.

## Переможці й призери гонок
| Гонка:                                                                  | Золото:                  | Час               | Срібло:                       | Час               | Бронза:                    | Час               |
| Поклюка Протокол [Архівовано 18 грудня 2012 у Wayback Machine.]         | Тура Бергер Норвегія     | 35:53.8 (0+2+0+0) | Міріам Гесснер Німеччина      | 36:29.3 (0+3+0+1) | Габріела Соукалова Чехія   | 36:55.9 (0+2+0+0) |
| Рупольдінг [ Протокол]                                                  | Тура Бергер Норвегія     | 37:14.4 (0+0+1+0) | Дарія Домрачова Білорусь      | 37:41.1 (1+0+1+0) | Ольга Зайцева Росія        | 37:52.2 (0+0+0+1) |
| Чемпіонат світу Протокол [Архівовано 19 лютого 2013 у Wayback Machine.] | Дарія Домрачева Білорусь | 35:54.5 (1+0+0+1) | Тура Бергер Норвегія          | 36:03.2 (1+0+1+0) | Моніка Гойніш Польща       | 36:22.1 (0+0+1+0) |
| Хольменколлен Протокол [Архівовано 5 березня 2013 у Wayback Machine.]   | Тура Бергер Норвегія     | 36:58.8 (0+0+0+2) | Анастасія Кузьміна Словаччина | 37:04.2 (0+2+0+0) | Дарія Домрачова Білорусь   | 37:22.1 (0+1+2+0) |
| Ханти-Мансійськ Протокол                                                | Габріела Соукалова Чехія | 38:22.4 (0+0+0+0) | Марі Дорен Абер Франція       | 38:33.6 (0+0+1+0) | Кайса Мякяряйнен Фінляндія | 38:45.3 (0+0+1+1) |

## Поточна таблиця
| #  | Біатлоністка                     | ПОК | РУП | ЧС  | ХОЛ | ХМК | Разом |
| -- | -------------------------------- | --- | --- | --- | --- | --- | ----- |
|    | Тура Бергер (NOR)                | 60  | 60  | 54  | 60  | 28  | 262   |
| 2  | Дарія Домрачова (BLR)            | 20  | 54  | 60  | 48  | 18  | 200   |
| 3  | Віта Семеренко (UKR)             | 21  | 43  | 43  | 38  | 40  | 185   |
| 4  | Марі Дорен Абер (FRA)            | 32  | 29  | 32  | 28  | 54  | 175   |
| 5  | Кайса Мякяряйнен (FIN)           | 27  | 38  | 24  | 34  | 48  | 171   |
| 6  | Тея Грегорін (SLO)               | 38  | 40  | 34  | 32  | 27  | 171   |
| 7  | Габріела Соукалова (CZE)         | 48  | 11  | 23  | 24  | 60  | 166   |
| 8  | Міріам Гесснер (GER)             | 54  | 34  | 38  | 22  | 12  | 160   |
| 9  | Анастасія Кузьміна (SVK)         | 28  | 32  | 26  | 54  | 17  | 157   |
| 10 | Ольга Зайцева (RUS)              | 43  | 48  | 40  | —   | 19  | 150   |
| 11 | Анаїс Бескон (FRA)               | 31  | 22  | 27  | 43  | 25  | 148   |
| 12 | Андреа Генкель (GER)             | 30  | 28  | 28  | 29  | 32  | 147   |
| 13 | Кристина Палка (POL)             | 36  | 26  | 36  | 19  | 29  | 146   |
| 14 | Олена Підгрушна (UKR)            | 16  | 31  | 30  | 40  | 24  | 141   |
| 15 | Ольга Вілухіна (RUS)             | 34  | 27  | 18  | —   | 43  | 122   |
| 16 | Селіна Гаспарен (SUI)            | 23  | 36  | —   | 25  | 38  | 122   |
| 17 | Вероніка Віткова (CZE)           | 25  | 24  | 22  | 27  | 21  | 119   |
| 18 | Яна Герекова (SVK)               | 14  | 20  | 31  | 17  | 23  | 105   |
| 19 | Карін Обергофер (ITA)            | 18  | —   | 21  | 36  | 22  | 97    |
| 20 | Катерина Глазиріна (RUS)         | 26  | 14  | 20  | —   | 34  | 94    |
| 21 | Магдалена Гвіздон (POL)          | 15  | 19  | 14  | 31  | 13  | 92    |
| 22 | Надія Скардіно (BLR)             | 17  | 21  | 15  | 23  | 14  | 90    |
| 23 | Валя Семеренко (UKR)             | —   | 25  | DNF | 30  | 30  | 85    |
| 24 | Вероніка Новаковска-Зємняк (POL) | 13  | 15  | 29  | —   | 20  | 77    |
| 25 | Тіріл Екгофф (NOR)               | 22  | —   | —   | 21  | 31  | 74    |
| 26 | Сіннове Солемдаль (NOR)          | 12  | 23  | 25  | 11  | —   | 71    |
| 27 | Катерина Шумілова (RUS)          | 29  | 17  | 12  | —   | —   | 58    |
| 28 | Катерина Юрлова (RUS)            | 40  | 13  | —   | —   | —   | 53    |
| 29 | Лаура Дальмаєр (GER)             | —   | —   | —   | 14  | 36  | 50    |
| 30 | Софі Буаї (FRA)                  | 24  | —   | —   | 26  | —   | 50    |
| 31 | Франціска Гільдебранд (GER)      | —   | —   | 19  | 15  | 16  | 50    |
| 32 | Моніка Гойніш (POL)              | —   | —   | 48  | —   | —   | 48    |
| 33 | Фанні Горн (NOR)                 | —   | 30  | —   | 18  | —   | 48    |
| 34 | Надін Горхлер (GER)              | —   | —   | —   | 20  | 15  | 35    |
| 35 | Марі Лор Брюне (FRA)             | —   | 18  | 13  | —   | —   | 31    |
| 36 | Юлія Джима (UKR)                 | —   | —   | —   | —   | 26  | 26    |
| 37 | Росанна Кроуфорд (CAN)           | 19  | —   | —   | —   | —   | 19    |
| 38 | Анн Крістін Флатланд (NOR)       | —   | —   | 17  | —   | —   | 17    |
| 39 | Марі Лаукканен (FIN)             | —   | 16  | —   | —   | —   | 16    |
| 39 | Мікела Понца (ITA)               | —   | —   | —   | 16  | —   | 16    |
| 39 | Чжан Янь (CHN)                   | —   | —   | 16  | —   | —   | 16    |
| 42 | Марія Панфілова (UKR)            | —   | —   | —   | 13  | —   | 13    |
| 43 | Наталія Бурдига (UKR)            | —   | —   | —   | 12  | —   | 12    |
| 43 | Андрея Малі (SLO)                | —   | 12  | —   | —   | —   | 12    |
| 45 | Агнєшка Циль (POL)               | 11  | —   | —   | —   | —   | 11    |
| 45 | Дарія Усанова (KAZ)              | —   | —   | —   | —   | 11  | 11    |

## Виноски
1. ↑  Standings Mass start  women (PDF). Архів оригіналу (PDF) за 4 березня 2016. Процитовано 17 березня 2013.